# ALAP
ALAP акроним (англ. As Last As Possible — точно к сроку) — производственный метод распределения заданий выпуска продукции. Задания на выпуск продукции автоматически распределяются, начиная с самой поздней подходящей по времени смены с доступным объемом ресурсов и оборудования. По мере использования доступных ресурсов производится переход к планированию предшествующей смены и т. д. Метод планирования используется в идеологии MRP II и соответствует идеологии производства ориентированной на рынок. 
Использование методики предоставляет возможность: 
1. снижения замораживания оборотных средств предприятия
2. снижения затрат на хранение до момента использования/реализации

План становится более напряжённым, что иногда положительно сказывается на исполнителях, увеличивая их ответственность, а тем самым повышая самоорганизацию исполнителей.